# Alembic Pharmaceuticals
Alembic Pharmaceuticals Ltd. — индийская транснациональная фармацевтическая компания. Alembic Pharmaceuticals Ltd. занимается производством фармацевтических продуктов, фармацевтических субстанций и промежуточных продуктов. Компания также считается лидером рынка макролидов противоинфекционных препаратов в Индии.
Штаб-квартира и корпоративный офис компании расположены в городе Вадодара штата Гуджарат, а производственные мощности расположены в Панлаве, Карахади в Гуджарате и Сиккиме. Его завод Panelav занимается производством активных фармацевтических ингредиентов (API) и рецептур, а его завод в Сиккиме занимается производством рецептур для индийских и нерегулируемых экспортных рынков.

## История
Изначально компания Alembic Pharmaceuticals Ltd. начала свою деятельность как Alembic Chemical Works, где в 1907 году начала производство настойки и алкоголя на своём предприятии в Вадодаре. Со временем компания начала производство сиропов от кашля, витаминов, тонизирующих средств и препаратов серы. Кроме того, в 1960-х годах Alembic начала производство пенициллина. Этот специализированный завод Alembic для производства пенициллина был открыт в 1961 году тогдашним премьер-министром Индии Лалом Бахадуром Шастри. Вскоре Alembic также начала массовое производство витамина B12. В отделе антибиотиков вскоре после начала производства пенициллина компания Alembic в 1971 году впервые в Индии начала производство эритромицина. Alembic также включила и запустила бренд эритромицина «Альтроцин». В 1997 году Альтроцин стал самым продаваемым брендом эритромицина в Индии. В 2000 году Alembic получила сертификат ISO 14000 для своего предприятия в Вадодаре.
В 2010 году Alembic Pharmaceutical Ltd. вышла из состава Alembic Group после передачи 133 515 914 акций по 2 фунта каждая акционерам Alembic Group. В результате доля Alembic Ltd. в Alembic Pharmaceutical сократилась со 100 % до 29,18 %.
В 2011 году акции Alembic Pharmaceuticals Ltd. котировались на Бомбейской фондовой бирже и Национальной фондовой бирже Индии.

## Продукты и услуги
Alembic производит и продаёт фармацевтические и активные фармацевтические ингредиенты (API). Компания также предлагает международные и отечественные рецептуры, а также фирменные и генерические рецептуры, входящие в состав его местных рецептур.

## Исследования и разработки
Alembic имеет два центра исследований и разработок (НИОКР), которые получили хорошую поддержку от Alembic в своих инициативах по развитию. Компания потратила значительную часть своего капитала на НИОКР, с большей частью расходов на НИОКР для своих рынков в США. В 2015—2016 финансовом году компания Alembic Pharmaceuticals инвестировала 3,46 миллиардов фунтов стерлингов только в НИОКР с 470 текущими проектами.

## Слияние и поглощение
В 2007 году Alembic приобрела весь бизнес по производству неонкологических препаратов Dabur Pharma Ltd. за 1,59 миллиардов фунтов. Это приобретение считается одним из крупнейших в отечественном фармацевтическом секторе в 2007 году.
В 2012 году Alembic Pharmaceuticals и Breckenridge Pharmaceutical, Inc. объявили о судебном разбирательстве по параграфу IV ANDA с Pfizer по десвенлафаксину (Pristiq ™). Alembic также заключила лицензионное соглашение с AccuBreak Pharmaceuticals Inc., США.
В 2013 году, чтобы продавать свою продукцию в США, Alembic Pharmaceuticals заключила внешнее лицензионное соглашение с Ranbaxy Pharmaceuticals Inc. (Ranbaxy).
В 2014 году Alembic Pharmaceuticals через свою дочернюю компанию Alembic Global Holdings создала совместные предприятия с Adwiya Mami SARL Algeria и расширила свой рынок в Алжире.
В 2015 году Alembic расширила свой рынок в Швейцарии, подписав эксклюзивное соглашение с Novartis.

## Листинг и владение акциями
20 сентября 2011 года акции Alembic Pharmaceuticals после отделения от Alembic Ltd. прошли листинг на Бомбейской фондовой бирже, где они являются составной частью индекса BSE 500, и на Национальной фондовой бирже Индии, где он входит в индекс Nifty 500.

## Награды и признания
В 2015 году компания Alembic Pharmaceuticals получила премию Thomson Reuters Top 50 Indian Innovators Award.
В 2016 году Forbes включил Alembic Pharmaceuticals в список «50 компаний Индии за 2016 год».